# Zipari
Zipari (griechisch Ζηπάρι (n. sg.)) ist eine Kleinstadt auf der griechischen Insel Kos.

## Lage, Geographie, Verkehr
Zipari legt direkt an der Hauptverbindungsstraße der Insel zwischen Kos und Kefalos auf etwa 35 Meter über dem Meeresspiegel. Zipari liegt rund sieben Straßenkilometer westlich der Stadt Kos. Zum Flughafen Kos bei Andimachia sind es etwa 14 Kilometer Luftlinie. Im Osten ist der nächste Ort Kos, im Westen die Orte Marmari, Linopotis und Tigaki, weiter im Südwesten Pyli und im Süden das Bergdorf Zia. Vom Zentrum von Zipari zum Meer sind es etwa 1,5 Kilometer Luftlinie, zum Salzwassersee Alykes rund 2,5 Kilometer.
Zipari ist durch Buslinien mit Kos und Kefalos und den dazwischen liegenden Orten gut angebunden.

## Bevölkerung und politische Gliederung, Wirtschaft
Zipari gehört zum Gemeindebezirk Dikeos (Δημοτική Ενότητα Δικαίου) der 7130 Personen (2011) beheimatete. Der Gemeindebezirk Dikeos ist in zwei Stadtbezirke (Asfendiou und Pyli) mit acht Orten untergliedert. Innerhalb des Stadtbezirks Asfendiou (Δημοτική Κοινότητα Ασφενδιού) lebten 4094 Personen (2011), davon in Zipari 3227 Personen (rund 80 %) und ist diese somit der zweitgrößte Ort auf der Insel Kos.
Zipari ist eine moderne kleine stadtähnliche Einheit mit aufstrebender Wirtschaft, die einen interessanten Gegenpol zur Stadt Kos bildet.